# دوپر (داکوتای جنوبی)
دوپر(به انگلیسی: Dupree) شهری در ایالت داکوتای جنوبی کشور ایالات متحده آمریکا است که جمعیت آن در سرشماری سال ۲۰۱۰ میلادی، ۵۲۵ نفر بوده‌است.